# Jania prolifera
Jania prolifera A.B. Joly in A.B. Joly et al., 1966  é o nome botânico de uma espécie de algas vermelhas pluricelulares do gênero Jania.
- São algas marinhas encontradas no Brasil.

## Sinonímia
Não apresenta sinônimos.